# Hol
Pour les articles homonymes, voir HOL.

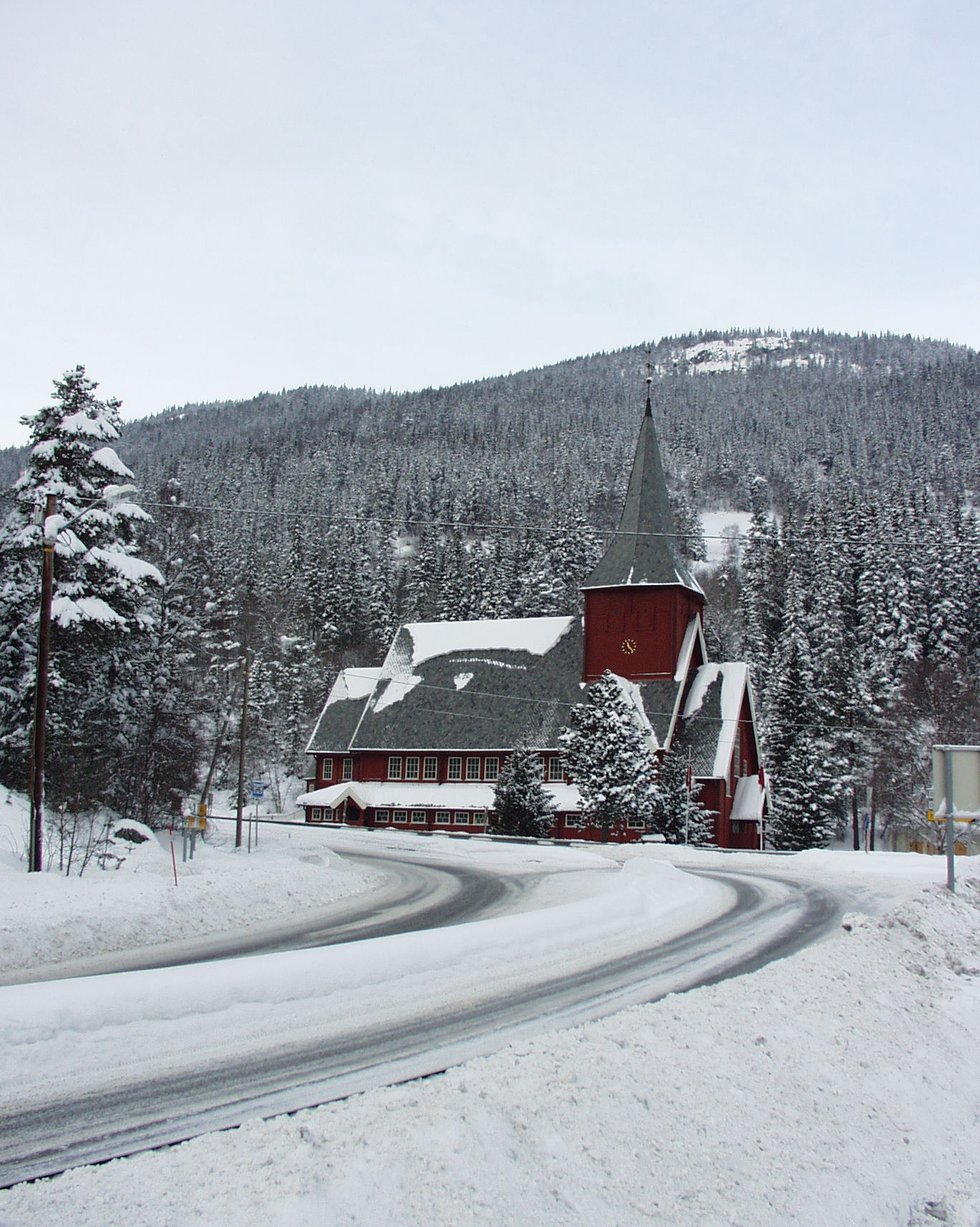
Église de Hol sous la neige

Hol est une municipalité du comté de Buskerud en Norvège.
Elle comprend la ville de Dagali